# Werner von Haxthausen

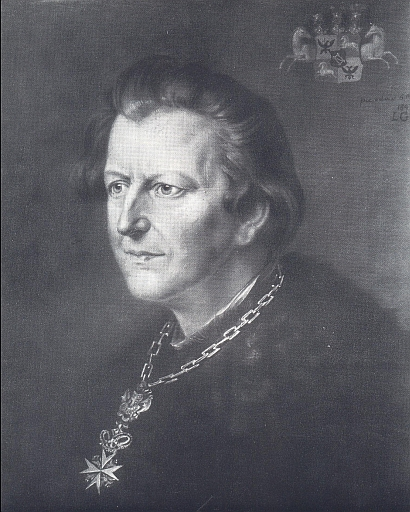
Werner von Haxthausen mit den Ordensinsignien des Souveränen Malteserordens

Werner Moritz Maria Graf von Haxthausen (* 18. Juli 1780 in Bökendorf bei Brakel im Hochstift Paderborn; † 30. April 1842 in Würzburg; Pseudonym: Sigurt Albrock) war ein deutscher Staatsbeamter, Gutsbesitzer und Philologe. Er war ein älterer Bruder von August von Haxthausen und ein Stief-Onkel der Dichterin Annette von Droste-Hülshoff.

## Leben
Werner von Haxthausen war einer von acht Söhnen des Drosten des paderbornischen Amtes Lichtenau, Werner Adolph Freiherr von Haxthausen, Herrn auf Thienhausen, Bökendorf, Abbenburg und Bellersen (bei Brakel), und der Freiin Marie Anne von Wendt-Papenhausen. Er hatte auch neun Schwestern.

### Jugend, Studium, Befreiungskriege
Haxthausen wurde von 1799 bis 1801 in der Familie des Dichters Friedrich Leopold zu Stolberg-Stolberg in Münster erzogen, mit der seine Halbschwester Therese, verheiratete Droste zu Hülshoff Kontakt im Rahmen des Kreises von Münster hatte. Er studierte Rechtswissenschaften und Medizin an der Universität Münster und ab 1801 in Prag; er lebte seit 1803/1804 in Böhmen. Nach vorübergehender Übernahme der Dompräbende in Paderborn wandte er sich dem Studium der Orientalistik in Paris, Göttingen und Halle zu. Als Angehöriger des „Tugendbundes“ um Wilhelm von Dörnberg, an dessen Verschwörung gegen die Franzosenherrschaft im Königreich Westphalen er 1810 beteiligt war, musste er nach England flüchten, wo er unter dem Decknamen „Dr. Albrock“ als Arzt wirkte, und nahm als Adjutant des Generals Ludwig von Wallmoden-Gimborn am Befreiungskrieg teil. In Paris und beim Wiener Kongress kam er unter anderem in Kontakt zu Wilhelm Grimm, Ernst Moritz Arndt, Sulpiz Boisserée, Joseph von Laßberg und Joseph Görres. Beim Wiener Kongress gehörte er mit Laßberg zu den Gründern der geheimen Adelskette. 1825 verheiratete er sich mit Elisabeth (Betty) von Harff-Dreiborn (Schleiden), mit der er zunächst in Köln lebte. Ihr Erbe ermöglichte ihm die finanzielle Sanierung der Familiengüter, deren Verwaltung er anschließend übernahm.

### Öffentliches Wirken in Preußen
1815 wurde Haxthausen zum preußischen Regierungsrat in Köln ernannt und mit Organisationsaufgaben in der neuen preußischen Rheinprovinz betraut. Er unterstützte vor allem die Rückführung der durch Napoleon nach Paris verschleppten Kulturgüter und gilt als Retter des Altenberger Domes, dessen Erwerb und Sanierung durch Franz Egon von Fürstenberg-Stammheim er vermittelte. 1825 wurde er von der preußischen Regierung entlassen, nachdem er den Brüdern Grimm und Josef Görres in der Demagogenverfolgung geholfen hatte. Im westfälischen Provinziallandtag war er 1833 Vorsitzender des Ausschusses für das bäuerliche Erbhofgesetz. Daraus ging seine durch Karl Ludwig von Haller beeinflusste ultrakonservative Schrift „Über die Grundlagen unserer Verfassung“ hervor, die wegen ihrer heftigen Kritik an der preußischen Regierung zur kurzzeitigen Verhaftung Haxthausens führte. Sogar seine Standesgenossen distanzierten sich daraufhin von ihm. Diese Erfahrungen trugen zur Übersiedlung Haxthausens nach Bayern bei.

### Öffentliches Wirken in Bayern
1837 erwarb Haxthausen die Burg Salzburg und Schloss Neuhaus in Bad Neuhaus bei Bad Neustadt an der Saale, die er bei einem Kuraufenthalt in Bad Kissingen kennengelernt hatte. Der bayerische König Ludwig I. erhob Werner von Haxthausen in den Grafenstand. Er starb, ein Jahr nachdem er gemeinsam mit König Ludwig I. von Bayern auf seiner Burg Salzburg den Grundstein für eine Kapelle in neobyzantinische Architektur gelegt hatte, 1842 in Würzburg und wurde in der Familiengruft der Grafen Schenk von Stauffenberg beigesetzt. Nach seinem Tod verwaltete seine Witwe diesen Gesamtbesitz, wo sie den Kurbetrieb begründete, bis zu ihrem Tode am 21. Januar 1862. Als Erben hatte die Gräfin ihren erst elfjährigen Enkel Otto von Brenken bestimmt. Die Eltern Ottos verwalteten das Gut mit der Burg für ihren Sohn und konnten auch die restlichen Anteile an der Salzburg hinzuerwerben. Zudem erweiterte das Paar das von der Gräfin begründete Privatbad Neuhaus und errichtete dort ein Gästehaus im Schweizer Stil.

### Wirken als Philologe und Kunstsammler
Als – besonders sprachgewandter – Philologe bearbeitete Werner von Haxthausen eine Sammlung neugriechischer Volkslieder (1935 postum herausgegeben von Karl Schulte-Kemminghausen und Gustav Soyter), über die sich Goethe lobend äußerte. Außerdem waren er, sein Bruder August von Haxthausen, weitere Geschwister und seine Nichte Jenny von Droste zu Hülshoff an der Märchensammlung der Brüder Grimm beteiligt, mit denen ihn eine enge Freundschaft verband.
Wie sein Freund Sulpiz Boisserée legte Haxthausen auch eine bedeutende Gemäldesammlung an, deren Spuren sich verloren haben, und setzte sich in seiner Kölner Zeit mit ihm zusammen für die Fertigstellung des Kölner Domes ein.

## Familie

### Nachkommen
Seiner Ehe mit Betty von Harff-Dreiborn entstammte eine einzige Tochter, Maria (1826–1880), die Hermann von und zu Brenken heiratete. Aus dieser Ehe stammten vier Söhne und vier Töchter, die ihre Ehepartner in den Familien Walderdorff, Rottenhan, Boeselager, Heereman von Zuydtwyck, Korff, Mylius und Merveldt fanden. Ihr früh verstorbener zweiter Sohn, Otto von und zu Brenken (1852–1884), erbte von seiner Mutter das Gut Bad Neuhaus. Dessen Witwe, Maria Gräfin von Rottenhan (1860–1945), brachte das Gut mit dem Bäderbetrieb, aus dem später das Rhön-Klinikum entstand, in ihre zweite Ehe mit Karl-Theodor Freiherr von und zu Guttenberg (d. Ä., 1854–1904) ein.

### Verwandtschaft zu Annette von Droste-Hülshoff
Als Zögling des Dichters Friedrich Leopold zu Stolberg-Stolberg in Münster und während seines Studiums dort weilte Werner oft in Burg Hülshoff, bei seiner ältesten (Halb-)Schwester Therese, der Mutter der Dichterin Annette von Droste-Hülshoff. Er gab ihr Ratschläge über die richtige Lektüre für das junge, leidenschaftliche Genie. Er schrieb auch selbst Gedichte im Stil von Johann Heinrich Voß, über die sich aber Goethe abschätzig äußerte. 1825/1826 lebte seine Nichte Annette längere Zeit in seinem Hause in Köln und half, seine Bibliothek zu ordnen. Durch seine Frau lernte Annette damals ihre Freundin Sybille Mertens-Schaaffhausen kennen. Damals begegneten beide auch Friedrich Schlegel. Annette fühlte sich jedoch durch das Verhalten ihres Onkels verletzt. Sie anerkannte zwar seine glänzenden Begabungen, beurteilte aber seine Leistungen auch später noch kritisch. Durch Werner von Haxthausen lernte Annettes Schwester Jenny dessen Freund Joseph von Laßberg kennen, den diese 1834 heiratete. Die Wohnsitze dieses Paares, Schloss Eppishausen und Burg Meersburg am Bodensee, wurden der Dichterin zur „zweiten Heimat“.